# Promozione Calabria 1989-1990
Nella stagione 1989-1990 la Promozione era sesto livello del calcio italiano (il massimo livello regionale). Qui vi sono le statistiche relative al campionato in Calabria.
Il campionato è strutturato in vari gironi all'italiana su base regionale, gestiti dai Comitati Regionali di competenza. Promozioni alla categoria superiore e retrocessioni in quella inferiore non erano sempre omogenee; erano quantificate all'inizio del campionato dal Comitato Regionale secondo le direttive stabilite dalla Lega Nazionale Dilettanti, ma flessibili, in relazione al numero delle società retrocesse dal Campionato Interregionale e perciò, a seconda delle varie situazioni regionali, la fine del campionato poteva avere degli spareggi sia di promozione che di retrocessione.

## Girone A

### Squadre partecipanti
- A.S.D. Castrovillari Calcio, Castrovillari (CS)
- U.S. Catanzaro Lido, Catanzaro
- A.S.D. Corigliano Schiavonea, Corigliano Calabro (CS)
- A.S. Cutro, Cutro (KR)
- S.S. Fuscaldo, Fuscaldo (CS)
- S.S. Montalto Uffugo, Montalto Uffugo (CS)
- Morrone, Cosenza
- U.S.D. Paolana, Paola (CS)
- Nuova Rossanese, Rossano (CS)
- S.C. Sambiase, Lamezia Terme (CZ)
- U.S. Scalea 1912, Scalea (CS)
- S.S. Silana, San Giovanni in Fiore (CS)
- A.S. Spezzano Albanese, Spezzano Albanese (CS)
- S.S. Trebisacce, Trebisacce (CS)
- A.S.C. Tropea, Tropea (VV)
- Nuova Vibonese, Vibo Valentia

### Classifica finale
|  | Pos. | Squadra               | Pt | G  | V  | N  | P  | GF | GS | DR  |
|  | ---- | --------------------- | -- | -- | -- | -- | -- | -- | -- | --- |
|  | 1.   | Nuova Rossanese       | 51 | 30 | 24 | 3  | 3  | 63 | 15 | +48 |
|  | 2.   | Silana                | 49 | 30 | 21 | 7  | 2  | 77 | 13 | +64 |
|  | 3.   | Paolana               | 37 | 30 | 13 | 11 | 6  | 40 | 22 | +18 |
|  | 4.   | Corigliano Schiavonea | 36 | 30 | 15 | 6  | 9  | 45 | 29 | +16 |
|  | 5.   | Castrovillari         | 33 | 30 | 11 | 11 | 8  | 32 | 32 | 0   |
|  | 6.   | Catanzaro Lido        | 32 | 30 | 11 | 10 | 9  | 36 | 30 | +6  |
|  | 7.   | Morrone Cosenza       | 31 | 30 | 11 | 9  | 10 | 30 | 25 | +5  |
|  | 8.   | Scalea                | 29 | 30 | 10 | 9  | 11 | 39 | 43 | -4  |
|  | 9.   | Montalto Uffugo       | 28 | 30 | 10 | 8  | 12 | 31 | 48 | -17 |
|  | 10.  | Cutro                 | 26 | 30 | 8  | 10 | 12 | 38 | 44 | -6  |
|  | 11.  | Tropea                | 25 | 30 | 8  | 9  | 13 | 32 | 43 | -11 |
|  | 12.  | Spezzano Albanese     | 24 | 30 | 8  | 8  | 14 | 43 | 57 | -14 |
|  | 13.  | Trebisacce            | 23 | 30 | 8  | 7  | 15 | 23 | 30 | -7  |
|  | 14.  | Fuscaldo              | 22 | 30 | 7  | 8  | 15 | 19 | 46 | -27 |
|  | 15.  | Nuova Vibonese        | 18 | 30 | 5  | 8  | 17 | 23 | 35 | -12 |
|  | 16.  | Sambiase              | 16 | 30 | 4  | 8  | 18 | 23 | 82 | -59 |

## Girone B

### Squadre partecipanti
- U.S. Ardore, Ardore (RC)
- A.C. Bagnarese, Bagnara Calabra (RC)
- A.S. Bovalinese, Bovalino (RC)
- A.S. Deliese, Delianuova (RC)
- A.C. Gioiese 1918, Gioia Tauro (RC)
- U.S. Gioiosa Jonica, Gioiosa Jonica (RC)
- A.C. Locri 1909, Locri (RC)
- A.S. Marina di Gioiosa, Marina di Gioiosa Ionica (RC)
- A.S. Melicucco, Melicucco (RC)
- U.S. Monasterace, Monasterace (RC)
- A.C. Nuova Melito, Melito di Porto Salvo (RC)
- U.S. Palmese 1912, Palmi (RC)
- U.S. Polistena, Polistena (RC)
- U.S. Pro Pellaro, Pellaro di Reggio Calabria
- U.S. San Luca, San Luca (RC)
- Pol. Taurianovese, Taurianova (RC)

### Classifica finale
|  | Pos. | Squadra           | Pt | G  | V  | N  | P  | GF | GS | DR  |
|  | ---- | ----------------- | -- | -- | -- | -- | -- | -- | -- | --- |
|  | 1.   | Bovalinese        | 44 | 30 | 16 | 12 | 2  | 50 | 22 | +28 |
|  | 2.   | Gioiese           | 42 | 30 | 14 | 14 | 2  | 42 | 20 | +22 |
|  | 3.   | Ardore            | 41 | 30 | 15 | 11 | 4  | 36 | 19 | +17 |
|  | 4.   | Locri             | 40 | 30 | 15 | 10 | 5  | 39 | 23 | +16 |
|  | 5.   | Gioiosa Jonica    | 32 | 30 | 10 | 12 | 8  | 31 | 23 | +8  |
|  | 6.   | Bagnarese         | 31 | 30 | 10 | 11 | 9  | 26 | 20 | +6  |
|  | 7.   | Nuova Melito      | 30 | 30 | 11 | 8  | 11 | 34 | 30 | +4  |
|  | 8.   | Palmese           | 29 | 30 | 10 | 9  | 11 | 34 | 32 | +2  |
|  | 9.   | Polistena         | 28 | 30 | 8  | 12 | 10 | 29 | 34 | -5  |
|  | 10.  | Taurianovese      | 27 | 30 | 8  | 11 | 11 | 27 | 26 | +1  |
|  | 11.  | Melicucco         | 27 | 30 | 9  | 9  | 12 | 31 | 34 | -3  |
|  | 12.  | San Luca          | 26 | 30 | 8  | 10 | 12 | 29 | 40 | -11 |
|  | 13.  | Monasterace       | 25 | 30 | 7  | 11 | 12 | 25 | 40 | -15 |
|  | 14.  | Pro Pellaro       | 24 | 30 | 5  | 14 | 11 | 24 | 41 | -17 |
|  | 15.  | Deliese           | 21 | 30 | 5  | 11 | 14 | 24 | 39 | -15 |
|  | 16.  | Marina di Gioiosa | 13 | 30 | 3  | 7  | 20 | 19 | 57 | -38 |